# Wilma Mankiller
Wilma Mankiller (Tahlequah, Oklahoma, 1945 - Adair County, Oklahoma, 2010) va ser una dirigent política de la nació cherokee. Estudià a San Francisco, on aprengué sistemes d'organització feminista i el 1969 participà amb l'AIM a la protesta d'Alcatraz. Tornà a Oklahoma i el 1983 fou nomenada portaveu de la tribu, i el 1985 cap principal de la Nació Cherokee, des d'on s'ha encarregat de millorar la situació sanitària, educativa i legal del seu poble. El 1995 abandonà el càrrec per motius de salut.